# 필 콜린
필 콜린(Phil Collen, 1957년 12월 8일 ~ )은 잉글랜드의 기타리스트로, 데프 레퍼드의 일원으로 활동하고 있다.

## 음반

### Def Leppard와 함께
- Pyromania
- Hysteria (음반)
- Adrenalize
- Retro Active
- Slang (음반)
- Euphoria (데프 레퍼드의 음반)
- X (데프 레퍼드의 음반)
- Yeah! (데프 레퍼드의 음반)
- Songs from the Sparkle Lounge
- Mirror Ball – Live & More
- Viva! Hysteria
- Def Leppard (음반)